# Tajumulcia
Tajumulcia is een geslacht van hooiwagens uit de familie Cosmetidae.
De wetenschappelijke naam Tajumulcia is voor het eerst geldig gepubliceerd door C.J.Goodnight & M.L.Goodnight in 1947. 

## Soorten
Tajumulcia is monotypisch en omvat slechts de volgende soort:
- Tajumulcia plana